# Боргоский сейм

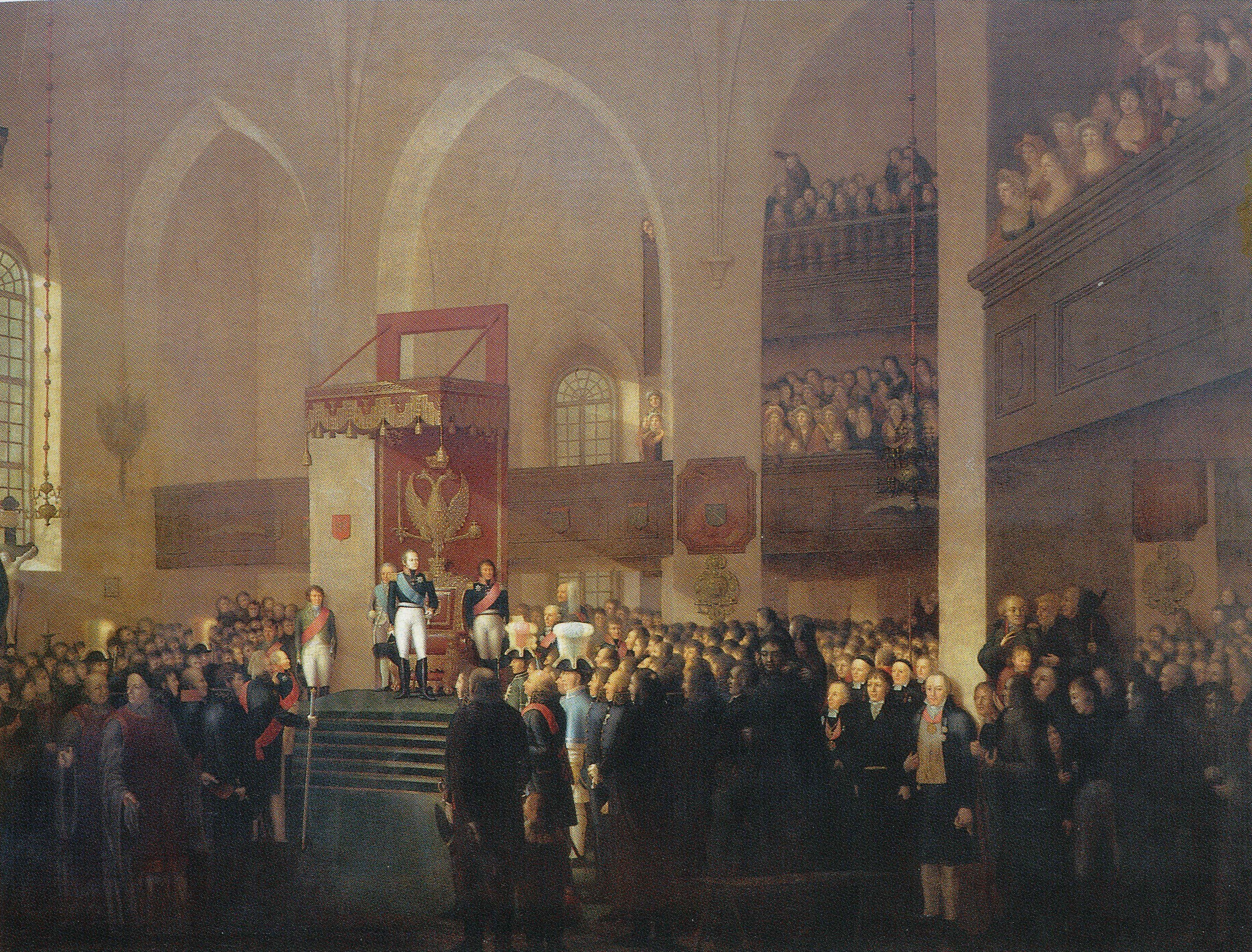
Российский император Александр I открывает Боргоский сейм

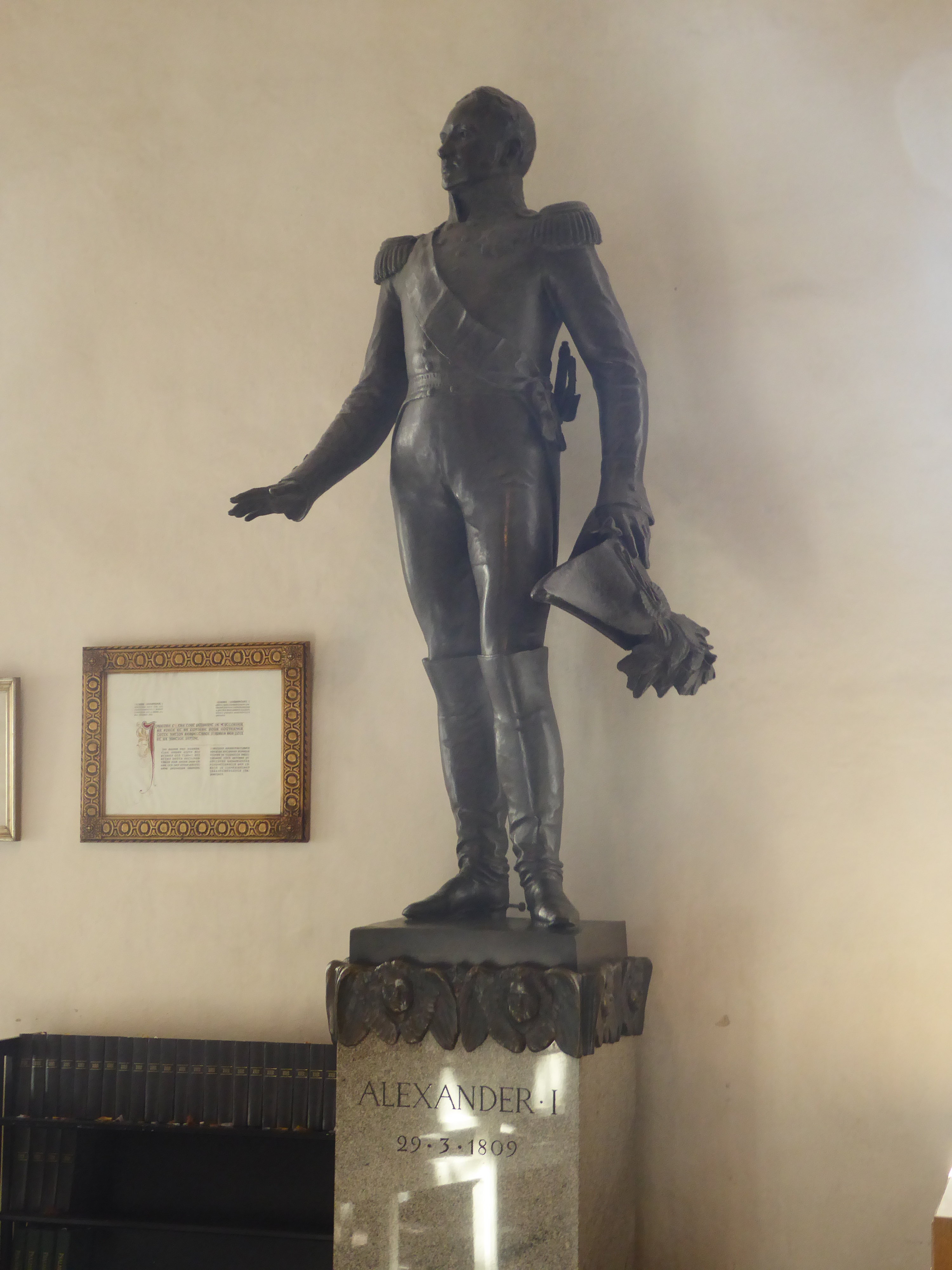
Скульптура Александра I в Боргоский кафедральный собор

Боргоский сейм (фин. Porvoon maapäivät или фин. Porvoon valtiopäivät, швед. Borgå landtdag) — первое сословное собрание (сейм) представителей народов Финляндии, состоявшееся в городе Борго (ныне также Порвоо) 10(22) марта — 7(19) июля 1809 года. 
Сейм был созван российским правительством после победы в Русско-шведской (финской) войне 1808—1809 годов. Боргоский сейм утвердил широкую автономию Великого княжества Финляндского в рамках Российской империи. В составе Швеции Финляндия не имела ни национальной государственности, ни даже автономии. Таким образом, сейм не только заложил основу для формирования финской нации и основ национальной государственности, но и сохранил на территории Финляндии действие шведских законов, лютеранско-евангелическую церковь и права и привилегии сословий.

## Ход съезда
В феврале 1809 года последовало первое распоряжение о созыве сейма в Борго. 16 марта российский император Александр I лично открыл его, подписав накануне манифест о государственном устройстве Финляндии. При открытии сейма Александр I, сидя на специальном троне, произнёс по-французски речь, в которой, между прочим, сказал: «Я обещал сохранить вашу конституцию, ваши коренные законы; ваше собрание здесь удостоверяет исполнение моих обещаний». На другой день члены сейма принесли присягу в том, что «признают своим государем Александра I Императора и Самодержца Всероссийского, Великого Князя Финляндского, и будут сохранять коренные законы и конституции (фр. lois fondamentales et constitutions) края в том виде, как они в настоящее время существуют».
Сейму предложили четыре вопроса — о войске, налогах, монете и об учреждении правительствующего совета; после обсуждения их депутаты были распущены. Заключения сейма легли в основание организации управления краем, хотя и не все ходатайства земских чинов были удовлетворены. Относительно войска было постановлено сохранить поселённую систему. Относительно налоговой и финансовой системы великого княжества вообще император объявил, что налоги будут использоваться только на нужды самой страны. Денежной единицей принят русский рубль (до 1860 года, когда была введена финляндская марка). Александр I сделал заявление о том, что поднимает Финляндию до уровня «нации среди наций».
Примечательно, что конституционные законы 1772 года, которые император пообещал сохранить, были в том же году отменены в самой бывшей метрополии — в Швеции. Положение из этих законов упоминается в провозглашении независимости Финляндии в 1917 году. Некоторые из них в силе и поныне.

## Памятные материалы
В октябре 2009 года монетным двором Финляндии (Ванта) были выпущены памятные монеты «200 лет финскому правительству».
Монета номиналом 2 евро отчеканена из серебра 925-й пробы, имеет вес — 38,6 г, диаметр — 25,5 мм. Тираж — 15 000 шт. (Proof), 5 000 шт.(BU). Автор рисунка для монеты Рейо Паавилайнен.